# Abbey Theatre

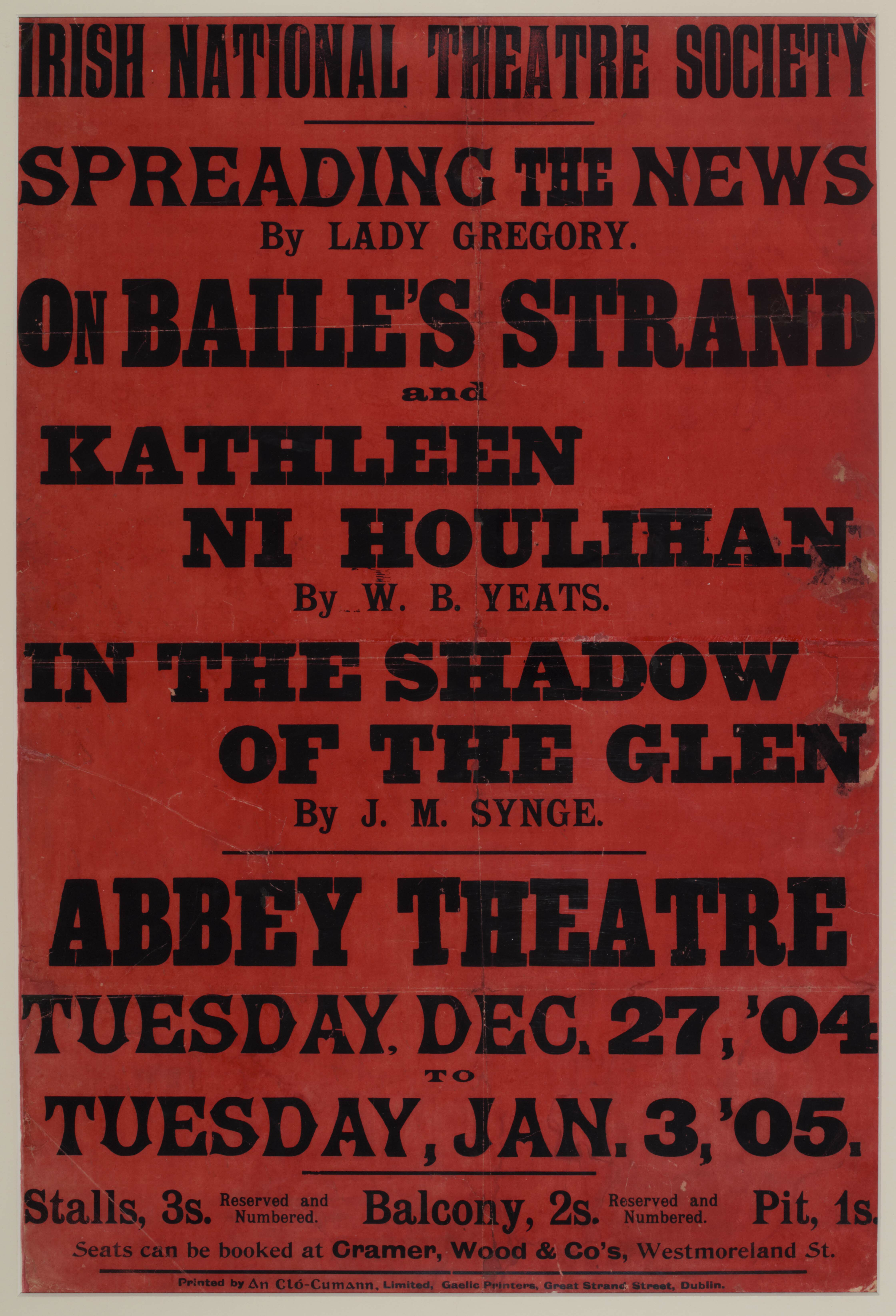
Affisch för öppningskvällen på Abbey Theatre

Abbey Theatre är en teater i Dublin, invigd 1904. Den blev ett centrum för den irländska dramatikens förnyelse under 1900-talet. Från 1925 är den statsunderstödd med status av irländsk nationalscen.